# Coupe du monde de VTT 2006
Navigation
2005 2007
La Coupe du monde de VTT 2006 est la 16e édition de la Coupe du monde de VTT. Cette édition comprend quatre disciplines : cross country, marathon, descente et 4-cross.

## Cross-country

### Hommes
| # | Date        | Lieu              | Vainqueur        | Deuxième             | Troisième      | Leader du général |
| - | ----------- | ----------------- | ---------------- | -------------------- | -------------- | ----------------- |
| 1 | 1er avril   | Curaçao           | Bart Brentjens   | Julien Absalon       | Liam Killeen   | Bart Brentjens    |
| 1 | 1er avril   | Curaçao           | 1 h 48 min 52 s  | + 21 s               | + 28 s         | Bart Brentjens    |
| 2 | 14 mai      | Madrid            | Julien Absalon   | Christoph Sauser     | Ralph Näf      | Julien Absalon    |
| 2 | 14 mai      | Madrid            | 2 h 02 min 18 s  | + 1 s                | + 31 s         | Julien Absalon    |
| 3 | 21 mai      | Spa-Francorchamps | Julien Absalon   | José Antonio Hermida | Ralph Näf      | Julien Absalon    |
| 3 | 21 mai      | Spa-Francorchamps | 2 h 14 min 53 s  | + 27 s               | + 2 min 13 s   | Julien Absalon    |
| 4 | 27 mai      | Fort William      | Julien Absalon   | José Antonio Hermida | Florian Vogel  | Julien Absalon    |
| 4 | 27 mai      | Fort William      | 2 h 16 min 33 s  | + 7 s                | + 2 min 24 s   | Julien Absalon    |
| 5 | 25 juin     | Mont-Sainte-Anne  | Christoph Sauser | Liam Killeen         | Julien Absalon | Julien Absalon    |
| 5 | 25 juin     | Mont-Sainte-Anne  | 2 h 00 min 29 s  | + 10 s               | + 2 min 55 s   | Julien Absalon    |
| 6 | 9 septembre | Schladming        | Christoph Sauser | Florian Vogel        | Ralph Näf      | Julien Absalon    |
| 6 | 9 septembre | Schladming        | 2 h 00 min 37 s  | + 34 s               | + 57 s         | Julien Absalon    |

| Pos | Cycliste             | Pts  |
| --- | -------------------- | ---- |
| 1.  | Julien Absalon       | 1205 |
| 2.  | Christoph Sauser     | 1080 |
| 3.  | José Antonio Hermida | 960  |
| 4.  | Bart Brentjens       | 800  |
| 5.  | Florian Vogel        | 713  |
| 6.  | Liam Killeen         | 652  |
| 7.  | Roel Paulissen       | 648  |
| 8.  | Ralph Näf            | 610  |
| 9.  | Nino Schurter        | 481  |
| 10. | Michael Weiss        | 410  |

### Femmes
| # | Date        | Lieu               | Vainqueur            | Deuxième             | Troisième            | Leader du général |
| - | ----------- | ------------------ | -------------------- | -------------------- | -------------------- | ----------------- |
| 1 | 1 avril     | Curaçao            | Gunn-Rita Dahle      | Sabine Spitz         | Margarita Fullana    | Gunn-Rita Dahle   |
| 1 | 1 avril     | Curaçao            | 1 h 45 min 54 s      | + 1 min 38 s         | + 3 min 05 s         | Gunn-Rita Dahle   |
| 2 | 14 mai      | Madrid             | Gunn-Rita Dahle      | Margarita Fullana    | Irina Kalentieva     | Gunn-Rita Dahle   |
| 2 | 14 mai      | Madrid             | 1 h 39 min 11 s      | + 1 min 55 s         | + 3 min 09 s         | Gunn-Rita Dahle   |
| 3 | 21 mai      | Spa-Francorchamps, | Gunn-Rita Dahle      | Irina Kalentieva     | Marie-Hélène Prémont | Gunn-Rita Dahle   |
| 3 | 21 mai      | Spa-Francorchamps, | 1 h 36 min 51 s      | + 2 min 00 s         | + 3 min 00 s         | Gunn-Rita Dahle   |
| 4 | 27 mai      | Fort William       | Nina Göhl            | Marie-Hélène Prémont | Irina Kalentieva     | Gunn-Rita Dahle   |
| 4 | 27 mai      | Fort William       | 2 h 04 min 18 s      | + 1 min 11 s         | + 2 min 20 s         | Gunn-Rita Dahle   |
| 5 | 24 juin     | Mont-Sainte-Anne   | Marie-Hélène Prémont | Gunn-Rita Dahle      | Sabine Spitz         | Gunn-Rita Dahle   |
| 5 | 24 juin     | Mont-Sainte-Anne   | 1 h 41 min 17 s      | + 57 s               | + 1 min 34 s         | Gunn-Rita Dahle   |
| 6 | 9 septembre | Schladming         | Marie-Hélène Prémont | Gunn-Rita Dahle      | Irina Kalentieva     | Gunn-Rita Dahle   |
| 6 | 9 septembre | Schladming         | 1 h 46 min 51 s      | + 10 s               | + 3 min 09 s         | Gunn-Rita Dahle   |

| Pos | Cycliste             | Pts  |
| --- | -------------------- | ---- |
| 1.  | Gunn-Rita Dahle      | 1300 |
| 2.  | Marie-Hélène Prémont | 1105 |
| 3.  | Sabine Spitz         | 900  |
| 4.  | Irina Kalentieva     | 896  |
| 5.  | Margarita Fullana    | 700  |
| 6.  | Nina Göhl            | 685  |
| 7.  | Lene Byberg          | 596  |
| 8.  | Mary McConneloug     | 577  |
| 9.  | Ren Chengyuan        | 560  |
| 10. | Maja Włoszczowska    | 545  |

## Marathon

### Hommes
| # | Date       | Lieu             | Vainqueur     | Deuxième            | Troisième       | Leader du général |
| - | ---------- | ---------------- | ------------- | ------------------- | --------------- | ----------------- |
| 1 | 6 mai      | Naoussa          | Leonardo Páez | Alban Lakata        | Thomas Dietsch  | Leonardo Páez     |
| 2 | 17 juin    | Mont-Sainte-Anne | Alban Lakata  | Peter Riis Andersen | Leonardo Páez   | Alban Lakata      |
| 3 | 9 juillet  | Villabassa       | Leonardo Páez | Yader Zoli          | Mirko Pirazzoli | Leonardo Páez     |
| 4 | 29 juillet | Val Thorens      | Kashi Leuchs  | Roland Stauder      | Frédéric Frech  | Leonardo Páez     |

| Pos | Cycliste            | Pts |
| --- | ------------------- | --- |
| 1.  | Leonardo Páez       | 780 |
| 2.  | Thomas Dietsch      | 590 |
| 3.  | Roland Stauder      | 570 |
| 4.  | Alban Lakata        | 504 |
| 5.  | Kashi Leuchs        | 381 |
| 6.  | Ivan Rybárik        | 378 |
| 7.  | Mauro Bettin        | 290 |
| 8.  | Daniel Gathoff      | 266 |
| 9.  | Massimo de Bertolis | 222 |
| 10. | Dario Acquaroli     | 215 |

### Femmes
| # | Date       | Lieu             | Vainqueur     | Deuxième         | Troisième            | Leader du général |
| - | ---------- | ---------------- | ------------- | ---------------- | -------------------- | ----------------- |
| 1 | 6 mai      | Naoussa          | Daniela Louis | Pia Sundstedt    | Anna Enocsson        | Daniela Louis     |
| 2 | 17 juin    | Mont-Sainte-Anne | Pia Sundstedt | Anna Enocsson    | Esther Süss          | Pia Sundstedt     |
| 3 | 9 juillet  | Villabassa       | Esther Süss   | Daniela Louis    | Pia Sundstedt        | Pia Sundstedt     |
| 4 | 29 juillet | Val Thorens      | Pia Sundstedt | Elena Giacomuzzi | Dolores Mächler-Rupp | Pia Sundstedt     |

| Pos | Cycliste           | Pts |
| --- | ------------------ | --- |
| 1.  | Pia Sundstedt      | 860 |
| 2.  | Esther Süss        | 710 |
| 3.  | Elena Giacomuzzi   | 630 |
| 4.  | Daniela Louis      | 570 |
| 5.  | Andrea Kuster      | 380 |
| 6.  | Anna Enocsson      | 360 |
| 6.  | Marg Fedyna        | 360 |
| 8.  | Alexandra Hober    | 280 |
| 9.  | Fabienne Heinzmann | 210 |
| 10. | Elizabeth Scalia   | 200 |

## Descente

### Hommes
| # | Date         | Lieu               | Vainqueur        | Deuxième      | Troisième      | Leader du général |
| - | ------------ | ------------------ | ---------------- | ------------- | -------------- | ----------------- |
| 1 | 7 mai        | Vigo               | Michael Hannah   | Nathan Rennie | Steve Peat     | Michael Hannah    |
| 2 | 28 mai       | Fort William,      | Sam Hill         | Cédric Gracia | Greg Minnaar   | Sam Hill          |
| 3 | 4 juin       | Willingen          | Steve Peat       | Greg Minnaar  | Gee Atherton   | Steve Peat        |
| 4 | 24 juin      | Mont-Sainte-Anne   | Chris Kovarik    | Greg Minnaar  | Sam Hill       | Steve Peat        |
| 5 | 1er juillet  | Balneário Camboriú | Matti Lehikoinen | Steve Peat    | Michael Hannah | Steve Peat        |
| 6 | 10 septembre | Schladming         | Sam Hill         | Nathan Rennie | Greg Minnaar   | Steve Peat        |

| Pos | Cycliste         | Pts |
| --- | ---------------- | --- |
| 1.  | Steve Peat       | 974 |
| 2.  | Samuel Hill      | 936 |
| 3.  | Greg Minnaar     | 890 |
| 4.  | Nathan Rennie    | 809 |
| 5.  | Gee Atherton     | 758 |
| 6.  | Matti Lehikoinen | 695 |
| 7.  | Scott Beaumont   | 691 |
| 8.  | Michael Hannah   | 662 |
| 9.  | Chris Kovarik    | 623 |
| 10. | Cédric Gracia    | 614 |

### Femmes
| # | Date         | Lieu               | Vainqueur       | Deuxième        | Troisième       | Leader du général |
| - | ------------ | ------------------ | --------------- | --------------- | --------------- | ----------------- |
| 1 | 7 mai        | Vigo               | Tracy Moseley   | Sabrina Jonnier | Emmeline Ragot  | Tracy Moseley     |
| 2 | 28 mai       | Fort William       | Tracy Moseley   | Rachel Atherton | Sabrina Jonnier | Tracy Moseley     |
| 3 | 4 juin       | Willingen          | Tracy Moseley   | Sabrina Jonnier | Rachel Atherton | Tracy Moseley     |
| 4 | 24 juin      | Mont-Sainte-Anne   | Sabrina Jonnier | Tracy Moseley   | Marielle Saner  | Tracy Moseley     |
| 5 | 1er juillet  | Balneário Camboriú | Rachel Atherton | Sabrina Jonnier | Tracy Moseley   | Tracy Moseley     |
| 6 | 10 septembre | Schladming         | Sabrina Jonnier | Emmeline Ragot  | Tracy Moseley   | Tracy Moseley     |

| Pos | Cycliste           | Pts  |
| --- | ------------------ | ---- |
| 1.  | Tracy Moseley      | 1263 |
| 2.  | Sabrina Jonnier    | 1205 |
| 3.  | Rachel Atherton    | 1020 |
| 4.  | Emmeline Ragot     | 907  |
| 5.  | Helen Gaskell      | 674  |
| 6.  | Céline Gros        | 658  |
| 7.  | Marielle Saner     | 525  |
| 8.  | Bernardita Pizarro | 487  |
| 9.  | Fionn Griffiths    | 485  |
| 10. | Mio Suemasa        | 397  |

## 4-cross

### Hommes
| # | Date        | Lieu               | Vainqueur        | Deuxième           | Troisième          | Leader du général |
| - | ----------- | ------------------ | ---------------- | ------------------ | ------------------ | ----------------- |
| 1 | 6 mai       | Vigo               | Michal Prokop    | Roger Rinderknecht | Kamil Tatarkovič   | Michal Prokop     |
| 2 | 27 mai      | Fort William       | Michal Prokop    | Brian Lopes        | Chris Kovarik      | Michal Prokop     |
| 3 | 3 juin      | Willingen          | Jared Graves     | Joost Wichman      | Roger Rinderknecht | Michal Prokop     |
| 4 | 24 juin     | Mont-Sainte-Anne   | Michal Prokop    | Jurg Meijer        | Roger Rinderknecht | Michal Prokop     |
| 5 | 1er juillet | Balneário Camboriú | Michal Prokop    | Jared Graves       | Chris Powell       | Michal Prokop     |
| 6 | 9 septembre | Schladming         | Kamil Tatarkovič | Joost Wichman      | Rüdiger Jahnel     | Michal Prokop     |

| Pos | Cycliste           | Pts  |
| --- | ------------------ | ---- |
| 1.  | Michal Prokop      | 1240 |
| 2.  | Jared Graves       | 680  |
| 3.  | Kamil Tatarkovič   | 620  |
| 4.  | Roger Rinderknecht | 620  |
| 5.  | Joost Wichman      | 555  |
| 6.  | Chris Powell       | 380  |
| 7.  | Gee Atherton       | 360  |
| 8.  | Cédric Gracia      | 330  |
| 9.  | Jurg Meijer        | 300  |
| 10. | Dan Atherton       | 210  |

### Femmes
| # | Date        | Lieu               | Vainqueur       | Deuxième        | Troisième      | Leader du général |
| - | ----------- | ------------------ | --------------- | --------------- | -------------- | ----------------- |
| 1 | 6 mai       | Vigo               | Jill Kintner    | Sabrina Jonnier | Anneke Beerten | Jill Kintner      |
| 2 | 27 mai      | Fort William       | Jill Kintner    | Jana Horáková   | Tara Llanes    | Jill Kintner      |
| 3 | 3 juin      | Willingen          | Jill Kintner    | Katrina Miller  | Tara Llanes    | Jill Kintner      |
| 4 | 24 juin     | Mont-Sainte-Anne   | Katrina Miller  | Tara Llanes     | Anneke Beerten | Jill Kintner      |
| 5 | 1er juillet | Balneário Camboriú | Jill Kintner    | Katrina Miller  | Tara Llanes    | Jill Kintner      |
| 6 | 9 septembre | Schladming         | Fionn Griffiths | Tara Llanes     | Joey Gough     | Jill Kintner      |

| Pos | Cycliste        | Pts  |
| --- | --------------- | ---- |
| 1.  | Jill Kintner    | 1060 |
| 2.  | Katrina Miller  | 630  |
| 3.  | Tara Llanes     | 600  |
| 4.  | Anneke Beerten  | 410  |
| 5.  | Melissa Buhl    | 320  |
| 5.  | Fionn Griffiths | 320  |
| 7.  | Joey Gough      | 230  |
| 8.  | Jana Horáková   | 210  |
| 9.  | Sabrina Jonnier | 190  |
| 10. | Anita Molcik    | 180  |